# داینزه
داینزه (انگلیسی: Dainese) شرکت ورزش‌های موتوری ایتالیایی است، که در سال ۱۹۷۲ توسط لینو داینزه تأسیس شد.